# Somloire
Somloire település Franciaországban, Maine-et-Loire megyében. Lakosainak száma 875 fő (2022. január 1.). Somloire Les Cerqueux, La Plaine, Saint-Paul-du-Bois, Yzernay és Saint Maurice Étusson községekkel határos.

## Népesség
A település népessége az elmúlt években az alábbi módon változott:
| Lakosok száma | 955  | 865  | 825  | 880  | 914  | 905  | 889  | 883  | 872  | 875  |
|               | 1968 | 1982 | 1990 | 2006 | 2013 | 2015 | 2017 | 2019 | 2020 | 2022 |